# Johann Khisl von Kaltenbrunn

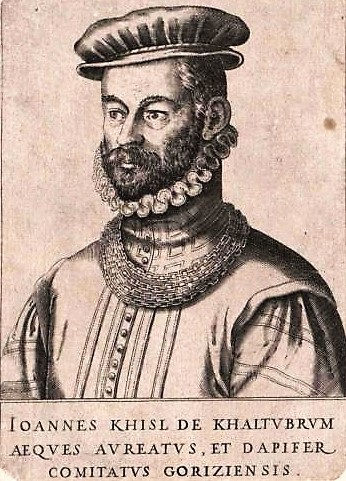

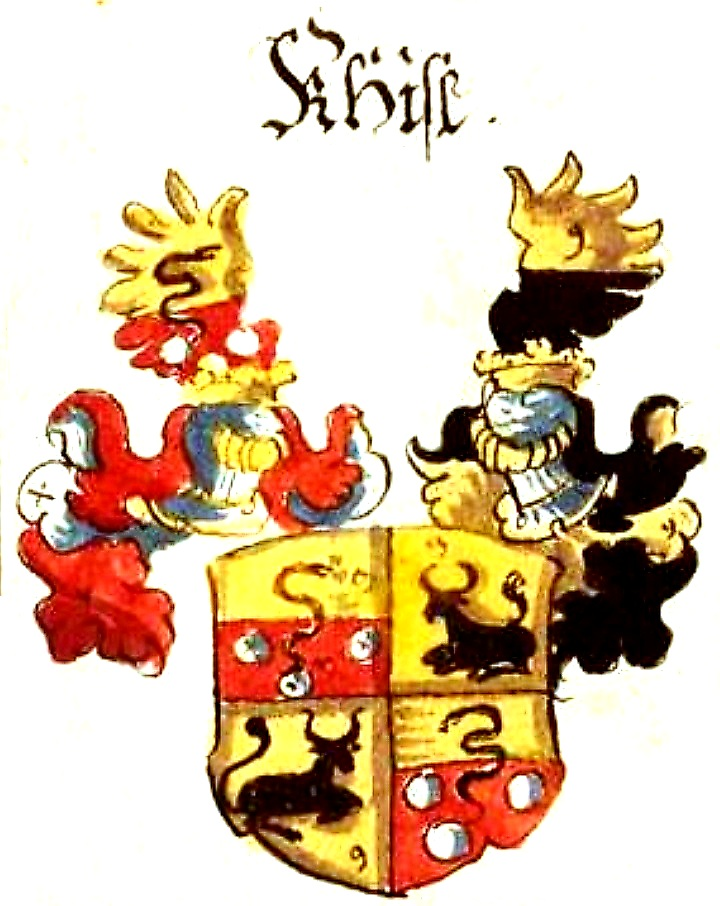
Wappen der Khisl, um 1600 im Codex iconographicus 307

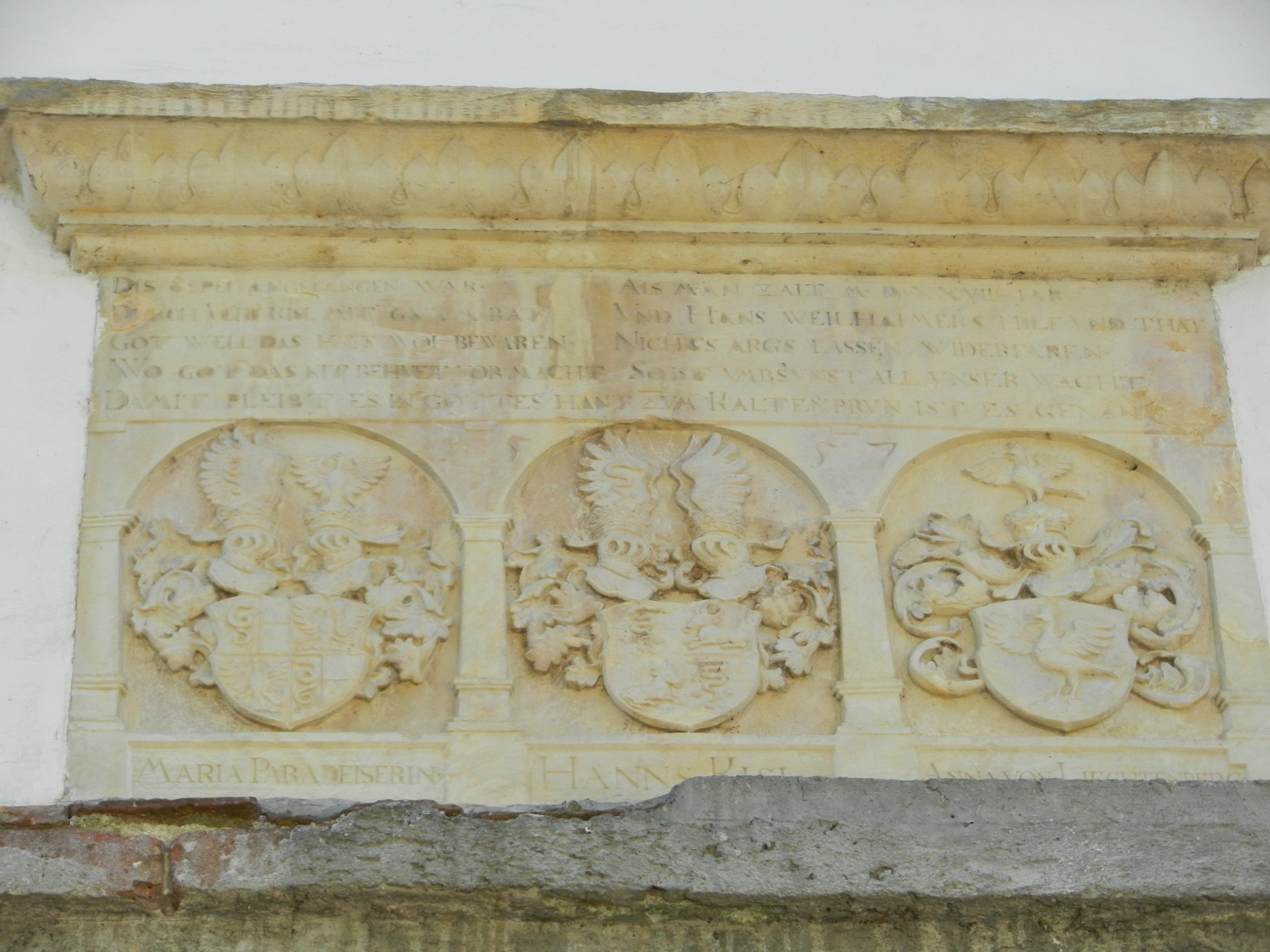
Wappen von Johann Khisl und zwei seiner Frauen über dem Eingang von Schloss Kaltenbrunn

Johann Khisl von Kaltenbrunn, auch Hans Khiesel und Hannß Kisel zu Kaltenbrunn († 3. April 1591 oder nach 24. April 1592) war ein österreichischer Staatsmann und Unternehmer im Herzogtum Krain. Er war Mitglied des adeligen Hauses Khisl.

## Herkunft
Johann Khisls Vater war der Krainer Unternehmer und Laibacher Bürgermeister Veit Khisl.

## Leben
Johann Khisl führte das von seinem Vater gegründete Unternehmen Handelsgesellschaft Khisl-Weilhammer weiter. Das Unternehmen war unter anderem im Besitz eines Kupferhandelsmonopols, beteiligte sich am Quecksilberhandel und unterhielt eine Glashütte in Kaltenbrunn.
Außerdem wurde Khisl erzherzoglicher Rat, Kriegszahlmeister an der kroatisch-slowenischen Grenze (1567 und 1570), später Hofkammerrat, Hauptmann zu Adelsberg, schließlich innerösterreichischer Kammerpräsident, Erb-Landjägermeister in der Krain, Erbtruchsess in Görz.
Im Jahr 1578 wurde Johann Khisl von Erzherzog Karl erlaubt, sein Anwesen in Krainburg Khiselstein zu nennen und als Herrschaft Khiselstein von der Stadt Krainburg unabhängig zu machen.
Khisl wurde am 13. Januar 1590 von Kaiser Rudolf II. in den Freiherrnstand als „Freiherr zu Kaltenbrunn und Ganowitz“ erhoben.
Hans Khisl vollendete den von seinem Vater begonnenen Bau von Schloss Kaltenbrunn.

## Familie
Khisl war dreimal verheiratet: zunächst mit Magdalena von Lichtenberg, danach mit Maria Paradeiser zu Neuhaus und mit Lucia von Stadl.
Von Maria Paradeiser hatte er sieben Kinder: Georg, Veit, Ludwig, Johann Jakob (1565–1638) Karl, Anna Maria und Maria.

### Anna Maria Khisl
Anna Maria Khisl heiratete am 8. September 1577 Adam von Eckh. Der zweite Ehemann was Johann von Gleisbach.

### Maria Khisl
Maria Khisl heiratete Franz von Moscon.